# Premio David Cohen
Il Premio David Cohen (David Cohen Prize for Literature) è un premio letterario britannico assegnato ogni due anni a romanzieri, poeti o drammaturghi come riconoscimento alla carriera.
Istituito nel 1992 dalla fondazione  John S. Cohen Foundation del filantropo David Cohen (1930-2019) è riservato a cittadini britannici o irlandesi che scrivono in lingua inglese.
Definito dai giurati il "Premio Nobel per la letteratura UK", riconosce al vincitore un contributo di 40000 sterline.
Al premiato è inoltre assegnato il compito di decretare il vincitore del Clarissa Luard Award, premio parallelo istituito nel 2005 in ricordo della letterata Clarissa Luard (1948-1999) e destinato ad autori emergenti under 35 con un montepremi di 10000 sterline.

## Albo d'oro
- 1993: Vidiadhar Surajprasad Naipaul
- 1995: Harold Pinter
- 1997: Muriel Spark
- 1999: William Trevor
- 2001: Doris Lessing
- 2003: Beryl Bainbridge e Thom Gunn
- 2005: Michael Holroyd
- 2007: Derek Mahon
- 2009: Seamus Heaney
- 2011: Julian Barnes
- 2013: Hilary Mantel
- 2015: Tony Harrison
- 2017: Tom Stoppard[10]
- 2019: Edna O'Brien
- 2021: Colm Tóibín[11]
- 2023: John Burnside[12]